# The Desert Outlaw
The Desert Outlaw é um filme de faroeste norte-americano de 1924 dirigido por Edmund Mortimer e estrelando Evelyn Brent. Impressões do filme encontram-se conservadas no Arquivo de Filme Tcheco.

## Elenco
- Buck Jones ... Sam Langdon
- Evelyn Brent ... May Halloway
- DeWitt Jennings ... Doc McChesney
- William Haynes ... Tom Halloway
- Claude Payton ... Black Loomis
- William Gould ... O Xerife
- Robert Klein ... Mad McTavish (como Bob Klein)